# Basílica de Sacré Cœur
A Basílica do Sagrado Coração de Jesus de Montmatre ou simplesmente Basílica do Sagrado Coração (em francês, Basilique du Sacré-Cœur; Basilique du Sacré-Cœur de Jésus-Christe) é um templo da Igreja Católica Apostólica Romana em Paris dedicado ao Sagrado Coração de Jesus, sendo, também, o símbolo do bairro de Monte Martre. A basílica está localizada no topo do monte Martre, o ponto mais alto da cidade. A basílica do Sagrado Coração foi construída com mármore travertino extraído da região de Seine-et-Marne, o que lhe proporciona uma tonalidade branca.
Um dos monumentos mais visitados da França, a basílica tem o formato de cruz grega adornada por quatro cúpulas, incluindo a cúpula central de oitenta metros de altura. Na abside, uma torre serve de campanário a um sino de três metros de diâmetro e de mais de 26 toneladas.
A arquitetura da basílica é inspirada na arquitetura romana e bizantina e influenciou outros edifícios religiosos do século XX.

## História
A ideia de construir um templo dedicado ao Sagrado Coração de Jesus surgiu depois da guerra Franco-Prussiana (1870), como pagamento da promessa feita por Alexandre Legentil e Hubert Rohault de Fleury de erguer uma igreja caso a França sobrevivesse às investidas do exército alemão. O arquiteto Paul Abadie projetou a basílica depois de vencer um concurso com mais de 77 arquitetos, mas ele morreu em 1884, logo após o início da obra. O estilo é marcado por influências românicas e bizantinas. Muitos elementos da basílica são baseados em temas nacionais: o pórtico, com três arcos, é adornado por duas estátuas de Santa Joana d'Arc e do Rei São Luís IX e o sino de dezenove toneladas (um dos mais pesados do mundo), refere-se à anexação de Saboia em 1860.
A construção começou em 1875 e foi concluída em 1914, embora a consagração da basílica tenha ocorrido apenas após o final da Primeira Guerra Mundial.
Em dezembro de 2022,  foi declarada monumento histórico.

## Arquitetura
A basílica está construída em pedra de travertino obtida no Château-Landon (Seine-et-Marne), na França. Essa pedra constantemente dispersa cálcio, o que garante a cor branca da basílica mesmo com as chuvas e a poluição. O mosaico no ápice, chamado Cristo em majestade, é um dos maiores do mundo. A basílica possui um jardim para meditação, com uma fonte. O topo é aberto aos turistas e reserva uma vista espetacular da cidade de Paris.

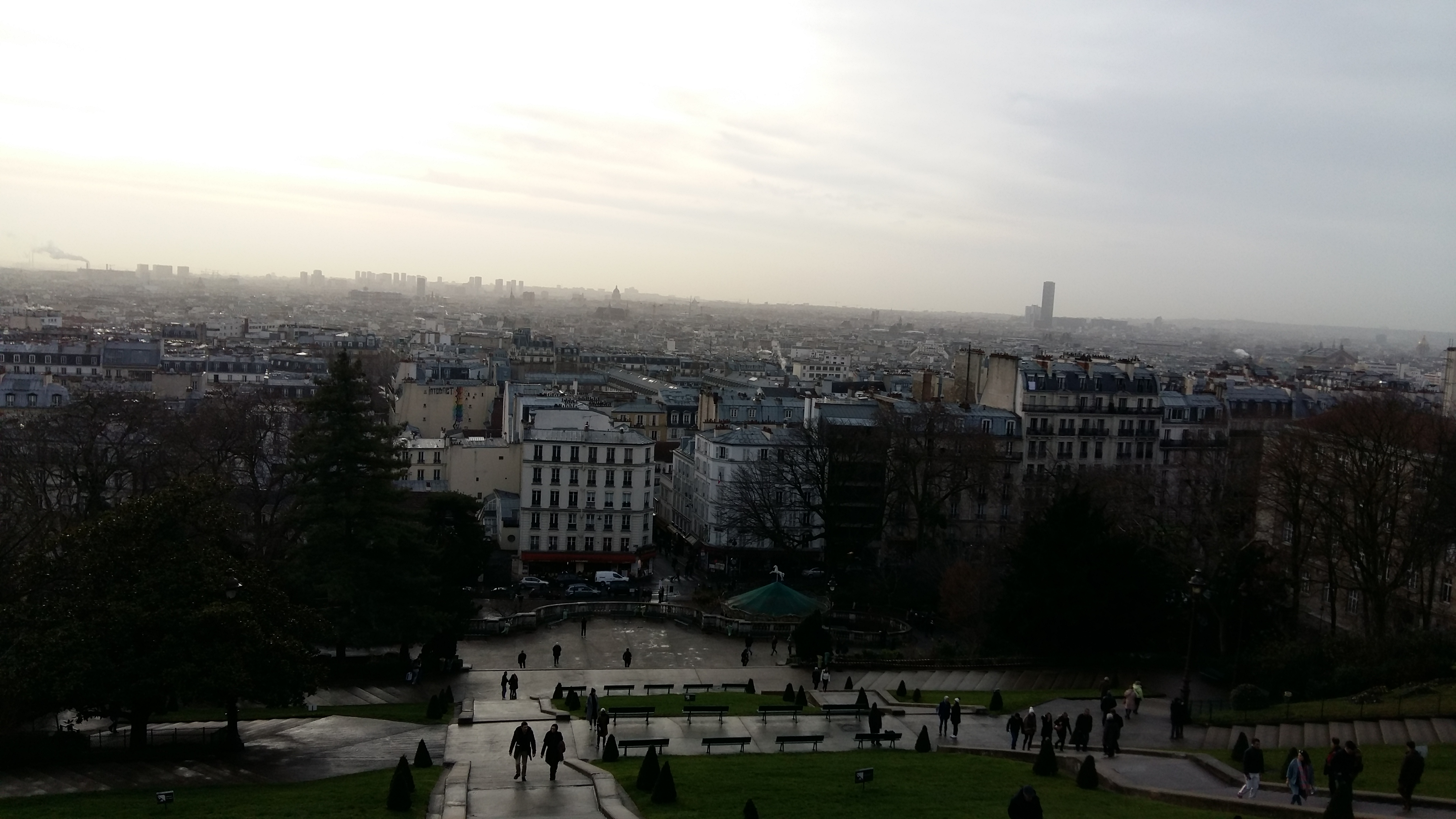
Vista da cidade de Paris a partir da Basílica.

 O monumento está aberto todos os dias das 6h30 às 22h30.